# 舒爾·奧祖
奧盧瓦塞伊·巴巴吉德·「舒爾」·奧祖（英語：Oluwaseyi Babajide "Sheyi" Ojo，1997年6月19日—）出生於赫默爾亨普斯特德，      尼日利亞裔英國職業足球員，司職翼鋒。現時效力英冠球隊卡迪夫城。

## 球員生涯

### 卡迪夫城
2022年7月13日, 奧祖與卡迪夫城簽下兩年合約。